# هشام شرف
هشام شرف عبد الله سياسي يمني ولد في عام 1956م في محافظة تعز. تم تعيينه وزيراً للخارجية في حكومة الإنقاذ الوطني التابعة للحوثيين، غير المعترف بها دوليا، في 28 نوفمبر 2016م، برئاسة عبد العزيز صالح بن حبتور.

## المؤهلات التعليمية
- ماجستير إدارة مشروعات مع تخصص ثانوي في مجال الحاسوب - الجامعة الكاثوليكية الأمريكية 1986-1988.
- بكالوريوس هندسة مدنية - جامعة بنسلفانيا 1980-1983.

## المناصب
1. قائم بأعمال المدير العام للمشاريع والتعاون الثنائي 1988/9/21م - 1990/5/21م
2. مدير عام التعاون مع الدول الصناعية 1990/5/22م - 1998/7/16م
3. وكيل وزارة التخطيط والتعاون الدولي 1998/7/17م - 2009/8/6م
4. نائب وزير التخطيط والتعاون الدولي 2009/8/7م - 2011/1/21م
5. وزير الصناعة والتجارة 2011/1/22م - 2011/12/6م
6. وزير النفط والمعادن 2011/12/7م - 2012/9/10م
7. وزير التعليم العالي والبحث العلمي 2012/9/11م - 2014/3/7م[2]